# Bataille de Gaixia
 (avril 2023).
La mise en forme du texte ne suit pas les recommandations de Wikipédia : il faut le « wikifier ».
Les points d'amélioration suivants sont les cas les plus fréquents. Le détail des points à revoir est peut-être précisé sur la page de discussion.
- Les titres sont pré-formatés par le logiciel. Ils ne sont ni en capitales, ni en gras.
- Le texte ne doit pas être écrit en capitales (les noms de famille non plus), ni en gras, ni en italique, ni en « petit »…
- Le gras n'est utilisé que pour surligner le titre de l'article dans l'introduction, une seule fois.
- L'italique est rarement utilisé : mots en langue étrangère, titres d'œuvres, noms de bateaux, etc.
- Les citations ne sont pas en italique mais en corps de texte normal. Elles sont entourées par des guillemets français : « et ».
- Les listes à puces sont à éviter, des paragraphes rédigés étant largement préférés. Les tableaux sont à réserver à la présentation de données structurées (résultats, etc.).
- Les appels de note de bas de page (petits chiffres en exposant, introduits par l'outil «  Source ») sont à placer entre la fin de phrase et le point final[comme ça].
- Les liens internes (vers d'autres articles de Wikipédia) sont à choisir avec parcimonie. Créez des liens vers des articles approfondissant le sujet. Les termes génériques sans rapport avec le sujet sont à éviter, ainsi que les répétitions de liens vers un même terme.
- Les liens externes sont à placer uniquement dans une section « Liens externes », à la fin de l'article. Ces liens sont à choisir avec parcimonie suivant les règles définies. Si un lien sert de source à l'article, son insertion dans le texte est à faire par les notes de bas de page.
- La présentation des références doit suivre les conventions bibliographiques. Il est recommandé d'utiliser les modèles {{Ouvrage}}, {{Chapitre}}, {{Article}}, {{Lien web}} et/ou {{Bibliographie}}. Le mode d'édition visuel peut mettre en forme automatiquement les références.
- Insérer une infobox (cadre d'informations à droite) n'est pas obligatoire pour parachever la mise en page.

Pour une aide détaillée, merci de consulter Aide:Wikification.
Si vous pensez que ces points ont été résolus, vous pouvez retirer ce bandeau et améliorer la mise en forme d'un autre article.
La bataille de Gaixia se déroule en décembre 203 av. J.-C., lors de la guerre Chu-Han entre les forces de Liu Bang (plus tard empereur Han Gaozu) et de Xiang Yu.
La bataille se conclut par la victoire des forces de Liu Bang, qui s'autoproclame empereur de Chine et fonde la dynastie Han.
C'est ainsi la dernière grande bataille du Conflit Chu-Han, qui se termine par le suicide de Xiang Yu et le règne incontesté de Liu Bang.

## Contexte
En novembre 204 av. J.-C., le général en chef Han Han Xin vainc la coalition Chu-Qi lors de la bataille de la rivière Wei et, au début de l'an 203, il achève la conquête Han de l'État de Qi – un allié de l'état de Chu.
La situation de Xiang Yu, le roi de Chu, devient donc de plus en plus précaire. Depuis 205, lui et Liu Bang, le roi des Han, épuisaient leurs forces dans une guerre d'usure dans la plaine centrale, et Xiang manquait d'options pour arracher le contrôle du nord de la Chine à Han Xin. Par conséquent, Xiang Yu envoya un émissaire à Han Xin avec la proposition qu'il reste neutre et que la Chine soit divisée entre Liu Bang, Xiang Yu et Han Xin. Le conseiller de Han Xin, Kuai Tong, l'encouragea à accepter cette missive, prédisant avec justesse que Liu Bang finirait par exécuter Han Xin, étant trop dangereux.
Cependant, Han Xin, qui était reconnaissant des opportunités de commandement que lui avait donné Liu Bang se rappela que, lorsqu'il servait Xiang Yu en tant que garde, ce dernier avait refusé d'écouter ses suggestions. En conséquence, il choisit de rester fidèle à Liu Bang.
Pendant ce temps, Liu Bang et Xiang Yu campaient respectivement sur la colline occidentale et la colline orientale de Guangwu, au nord de la ville de Xingyang contrôlée par les Chu. De plus en plus frustré, Xiang Yu menaça de tuer le père et la femme de Liu Bang et de les faire cuire au feu, pour forcer Liu Bang à se rendre. Liu Bang répondit que, puisqu'ils se considéraient comme des «frères» (au cours des premières années de la révolte contre la dynastie Qin), il cuisinerait effectivement son propre père et plaisanta même en suggérant Xiang Yu de lui envoyer un plat de la chair de « leur » père à partager en bons frères.
Après avoir cherché en vain à persuader Liu Bang d'accepter un duel, Xiang Yu tenta de faire assassiner Liu Bang en faisant tirer des archers cachés sur lui lors d'un échange verbal. Cependant, ce dernier survit à sa blessure, apparemment après avoir amoindri les faits auprès de ses soldats pour éviter de provoquer la panique.
En août 203, Liu Bang envoya un émissaire pour mener des pourparlers de paix avec Xiang Yu. L'armée de Xiang Yu manquait de nourriture. Le seigneur de guerre pro-Han Peng Yue attaquait les lignes d'approvisionnement de Xiang Yu depuis 205; la perte de Qi avait encore eu un impact négatif sur les approvisionnements; de plus, Han Xin, maintenant roi de Qi, commençait à attaquer le cœur de l'état de Chu depuis le nord. Xiang Yu accepta de négocier.
Le père et la femme de Liu Bang lui sont alors rendus et ils conviennent de diviser la Chine le long de l'ancien canal de Honggou, qui transportait l'eau du fleuve Jaune au nord de Xingyang et courait entre les collines de Guangwu.
En septembre, Xiang Yu commence à se retirer vers l'est, mais la proposition de paix de Liu Bang était en réalité un stratagème conçu par les conseillers Han Zhang Liang et Chen Ping pour que Xiang Yu rende le père et la femme de Liu et cède le contrôle de Xingyang, pour ensuite rattraper Xiang, impréparé.
En octobre, Liu Bang rompt la paix, poursuivant Xiang Yu jusqu'à Yanxia, et il envoie des émissaires à Han Xin et Peng Yue, leur ordonnant de le rejoindre à Guling pour détruire l'armée de Xiang Yu. Cependant, après le progrès de l'armée de Liu Bang vers Guling, Han Xin et Peng Yue n'arrivent pas. Xiang Yu contre-attaque et inflige une sévère défaite à l'armée de Liu, forçant les soldats de Liu à rester derrière les barricades de leur camp.
Sur les conseils de Zhang Liang et Chen Ping, Liu Bang promet de nommer Han Xin roi de Chu et Peng Yue roi de Liang. Avec cette incitation, Han Xin et Peng Yue rejoignent plus ardemment l'invasion du royaume Chu, avec Han Xin, en tant que général en chef, prenant l'initiative de concevoir une stratégie.

## Bataille
Avec la conquête de l'État de Qi par Han Xin, les Han et leurs alliés contrôlaient désormais entièrement le nord de la Chine, et Han Xin pouvait désormais marcher contre Xiang Yu tout en possédant plusieurs avantages. En tant que roi de Qi, avec des alliés à Zhao et Yan, il avait maintenant une armée plus grande que Liu Bang lui-même, dont l'armée, avec celle de Xiang Yu, avait été épuisée par des campagnes mutuelles d'usure dans la plaine centrale.
Utilisant sa propre armée, la force de Peng Yue et les forces Han et alliées situées à Jiujiang au sud, à la fin de 203, Han Xin lance une invasion en plusieurs parties du royaume de Chu. Han attaque depuis la frontière nord-est la plus lointaine, tandis que Peng prend le nord-est le plus proche, Liu l'ouest, Ying Bu le sud-est le plus proche et Zhou Yin et Liu Jia le sud-est le plus proche.
Sous le commandement général de Han Xin, en décembre, les armées se coordonnent et se retrouvent sur le territoire de Chu, un exploit logistique impressionnant, étant donné la saison hivernale. Les détails ne sont pas narrés, mais si Xiang Yu avait eu l'intention de vaincre l'une de ces armées individuellement avant qu'elles ne s'unissent, il ne l'a en tout cas pas fait.
L'armée de la coalition vainc Xiang Yu dans une bataille à l'extérieur de l'ancienne capitale du Chen.
En raison de la conquête du nord de la Chine par Han Xin, la coalition Han était plus nombreuse que l'armée de Xiang Yu. Cependant, non content de s'appuyer sur les chiffres, dans la bataille de Gaixia, les tactiques de Han Xin ressemblaient quelque peu à celles d'Hannibal Barca lors de la bataille de Cannae : ayant formé deux lignes de réserve en cas d'échec, son centre avance contre le centre ennemi. N'ayant pas réussi à obtenir un avantage contre les vétérans de Xiang Yu, Han Xin a alors retiré son centre, qui était probablement alors poursuivi par les hommes de Xiang Yu. Cependant, les flancs gauche et droit de l'armée Han, commandés respectivement par le général Gung et le général Pi, ont ensuite attaqué l'armée de Xiang Yu des deux côtés, effectuant probablement un double enveloppement. Han Xin renvoya son centre à l'offensive, une fois que l'ennemi fut coincé et commençait à faiblir, et infligea une défaite majeure à l'armée Chu,.
Après avoir été vaincu, Xiang Yu se retranche dans son camp encerclé, avec les survivants. Cette nuit-là, l'infanterie Han, dont beaucoup étaient originaires de Chu, chanta des chants traditionnels de Chu.  Cela a provoqué le mal du pays et des désertions dans l'armée de Xiang Yu et a fait croire à Xiang que de nombreux soldats Chu avaient déjà fait défection vers les armées Han avant la bataille de Gaixia. Croyant sa position sans espoir, Xiang s'enfuit plus tard dans la nuit avec seulement 800 cavaliers. Poursuivi par la cavalerie Han sous Guan Ying et ayant perdu la plupart de ses partisans restants au cours de la poursuite, lorsqu'il atteignit la rivière Wu, il eut honte du nombre de ses soldats indigènes Wu morts sous son commandement, et choisit de combattre une dernière fois près d'une rivière contre la cavalerie Han plutôt que de retourner dans sa patrie Wu. Tuant apparemment des centaines de ses poursuivants Han lui-même et souffrant d'une douzaine de blessures, il se trancha la gorge.
Des cavaliers Han, à qui on avait promis des récompenses pour le meurtre de Xiang Yu, déchirèrent son corps afin de revendiquer son meurtre. Lorsque cinq soldats rassemblèrent la tête et les membres de Xiang Yu pour l'identifier, la récompense - 1000 chatons d'or et un fief de 10 000 ménages - fut divisée entre eux cinq.

## Conséquences
En 202, la plupart des résistances aux Han étaient écrasées. Han Xin capture les villes de Lu et Huling (Lu se rendit après avoir vu la tête de Xiang Yu), et Liu Bang a envoyé Jin Xi pour conquérir le royaume pro-Xiang Yu de Linjiang et capturer son roi Gong Wei, qui fut exécuté par Liu.
En février, Liu Bang monte sur le trône en tant que Gaozu, premier empereur de la dynastie Han. Si Xiang Yu s'était retiré dans son royaume de Wu au lieu de combattre désespérément, il est fort probable qu'il aurait pu bloquer historiquement l'avance des Han.

## Débats
- Il est possible que le xiangqi (échecs chinois) ait été inventé par Xiang Yu au moment du traité de paix. Un récit a déclaré que Xiang Yu avait inventé le xiangqi afin que toutes les batailles futures entre Chu et Han puissent se dérouler sur ce jeu, donc aucune autre perte de vie humaine ne devait être subie de part et d'autre[réf. nécessaire]. Dans une autre version de l'histoire, c'est Liu Bang qui aurait inventé le xiangqi, pas Xiang Yu. Dans une troisième version popularisée par un livre récent de David H. Li, c'est Han Xin qui aurait inventé le jeu. Un facteur commun cité dans ces folklores est que dans le jeu de xiangqi, la ligne qui divise le plateau en 2 parties est marquée «rivière Chu» sur le côté noir et «frontière Han» sur le côté rouge. Il n'y a cependant aucune documentation historique suggérant une origine réelle à cette époque; la première description écrite des règles de xiangqi est apparue beaucoup plus tard, sous la dynastie Tang.
- Selon certains historiens, la bataille a eu lieu soit dans le comté de Lingbi, soit dans ce qui est aujourd'hui le comté de Luyi[11],[12].